# Böckföhrenmühle
Böckföhrenmühle ist ein Wohnplatz der Stadt Schwarzenbach am Wald im Landkreis Hof (Oberfranken, Bayern). Böckföhrenmühle zählt zum Gemeindeteil Gottsmannsgrün und liegt in der Gemarkung Meierhof.

## Geografie
Die Einöde liegt an der Zegast. Im Osten grenzen Wohngebäude des Gottmannsgrüner Weg, einer Ortsstraße des Gemeindeteils Schwarzenstein, an. Ein Anliegerweg verläuft einen halben Kilometer parallel zur Bundesstraße 173 in Richtung Norden und mündet dann in diese.

## Geschichte
Im 18. Jahrhundert war „Beckföhrenmühle“ eine Wüstung. Gegen Ende des 18. Jahrhunderts gab es in Gottsmannsgrün zwei Mühlen, eine davon war die Böckföhrenmühle. In der Bayerischen Uraufnahme tragen beide Mühlen keinen eigenen Namen. Dementsprechend wurde Böckföhrenmühle in den Ortsverzeichnissen zunächst nicht explizit aufgelistet. In einer topographischen Karte des Jahres 1906 werden erstmals beide Mühlen als „Bökföhrenmühle“ und „Keilmühle“ namentlich verzeichnet.
Am 1. April 1971 wurde Böckföhrenmühle im Zuge der Gebietsreform in Bayern nach Schwarzenbach eingegliedert.

### Einwohnerentwicklung
| Jahr      | 001871 | 001885 | 001900 | 001910 | 001925 |
| Einwohner | 5      | 5      | 8      | 6      | 9      |
| Häuser    |        | 1      | 1      |        | 1      |
| Quelle    | [ 8 ]  | [ 9 ]  | [ 10 ] | [ 11 ] | [ 12 ] |

## Religion
Böckföhrenmühle ist evangelisch-lutherisch geprägt und bis heute nach Schwarzenbach am Wald gepfarrt.